# Хелбе
Хелбе (на немски: Helbe) е 75 km дълга река, ляв приток на Унструт в Тюрингия, Германия.